# Rolf-Dieter Amend
Rolf-Dieter Amend (n. 21 martie 1949, Magdeburg, Zona de ocupație sovietică – d. 4 ianuarie 2022, Neu Fahrland⁠(d), Brandenburg, Germania) a fost un canoist german, medaliat olimpic. A participat la o ediție a Jocurilor Olimpice (1972) în care a câștigat o medalie de aur.

## Participări
Lista de mai jos prezintă principalele competiții la care a participat Rolf-Dieter Amend de-a lungul carierei.
- canoeing at the 1972 Summer Olympics – men's slalom C-2[*]